# Copitarsia editae
Copitarsia editae là một loài bướm đêm trong họ Noctuidae.